# خوسيه فرانسيسكو مولينا
خوسيه فرانسيسكو مولينا (بالإسبانية: José Francisco Molina)‏ (مواليد 8 أغسطس 1970) هو لاعب كرة قدم. يلعب مع منتخب إسبانيا لكرة القدم. سبق له أن لعب في كأس العالم لكرة القدم مع منتخب بلاده.

## روابط خارجية
- خوسيه فرانسيسكو مولينا على موقع قاعدة بيانات كرة القدم.إي يو (الإنجليزية)
- خوسيه فرانسيسكو مولينا على موقع ناشيونال فوتبول تيمز (الإنجليزية)
- خوسيه فرانسيسكو مولينا على موقع عالم كرة القدم.نت (الإنجليزية)